# Hyphessobrycon robustulus
Hyphessobrycon robustulus är en fiskart som först beskrevs av Cope, 1870.  Hyphessobrycon robustulus ingår i släktet Hyphessobrycon och familjen Characidae. Inga underarter finns listade i Catalogue of Life.